# 娄底华溪蟹
娄底华溪蟹（学名：Sinopotamon loudiense）为溪蟹科华溪蟹属的动物。在中国大陆，分布于湖南等地，多生活于海拔100-500 米的溪流中。